# 狩魔冥
- 逆転裁判 > 逆転裁判の登場人物の一覧 > 狩魔冥
- 逆転検事 > 逆転検事の登場人物の一覧 > 狩魔冥

狩魔 冥（かるま めい 1999年 - ）はカプコンのゲーム『逆転裁判』シリーズに登場する架空の人物。

## 概要
シリーズ二作目『逆転裁判2』にライバル検事として初登場。以降、『逆転裁判3』の第5話「華麗なる逆転」に登場。『逆転裁判4』では従来の登場人物のほとんどが一新されたため登場していない。漫画版では第4話「逆転の予言書」、および第7話「逆転力vs神通力」に登場。また『逆転検事』でも登場する。
海外版の名前は "Franziska von Karma" 。北米版ではほとんどのキャラクターが欧米風で響きの違う名前を与えられているが、その中で本来の"狩魔（かるま）"の音に近い状態で残っている。なお、北米版は物語の舞台がアメリカであるため、ドイツに留学していたという設定になっている。"Franziska"もドイツ系女性名である。
『2』製作当初は登場予定は無く、引き続き御剣怜侍が検事役となる予定だった。しかし御剣の人気があまりに高く、｢負け役｣として使いづらくなったため代わりに登場することになった。
BGMは「大いなる復活」。御剣のものと同じ曲名だが、イントロが異なる。また御剣の固有BGMが変更された『検事』シリーズでも引き続き使用されている。

## 演じた人物
声優
- 諏訪部ゆかり（ゲーム『2』、『3』、『検事』）
- 沢城みゆき（『検事』PV、『特別法廷』、ドラマCD、『パチスロ 逆転裁判』）
- 弓場沙織（テレビアニメ『逆転裁判 〜その「真実」、異議あり!〜』）

俳優
- 藤咲えり（舞台「逆転裁判2 蘇る真実、再び…」、役名：フランジスカ・ヴォン・カルマ）

ゲーム版で演じた諏訪部は当時プロデューサーだった稲葉敦志の秘書。本人が『逆転裁判』シリーズのファンであり、「出して欲しい」と希望したとのこと。

## 人物

### 家族構成
父親は伝説の検事・狩魔豪。父は『3』の時点ですでに死亡。家庭を持った姉が一人いて、姪または甥（海外版では姪）がいる。姉の飼い犬の名前は「リュウ」。同門下の御剣怜侍とは兄妹のように育ち、狩魔冥は御剣のことを「弟のようなもの」と発言しているが、実際には冥の方が7歳年下である。

### 来歴
父親に師事し、アメリカで13歳で検事となる。法廷でのスタイルも父に酷似する。アメリカでは「カンペキな勝利」を続け、全ての裁判で有罪判決を勝ち取っている。
初登場の『2』では糸鋸圭介から「二代目」と紹介される。父や兄弟子を敗北させた成歩堂龍一に対しては一方的な敵意を剥き出しにする。日本の法廷に戻ってきた理由を「復讐」と告げるが、それは成歩堂が父を敗北させたことに対するものではなく、ある別の理由によることが『2』第3話で明かされた。『2』第4話での出来事から、エンディングにて一度は検事を辞めることを考えるも御剣怜侍に説得され再び検事を続けることを決意する。
後に『3』第5話にて、ある事情により御剣から協力するよう持ちかけられ、御剣を相手に再び日本の法廷に立つ。その後は再び日本を出国、検事として国際警察と共同で捜査活動を行っている（『逆転検事』）。

### 容姿
身長は162cmで、スリーサイズはB81/W58/H84。左目の目尻に泣きぼくろがある。服装は御剣怜侍、狩魔豪にならってデザインは派手。ミニスカートを着用し、革の手袋をしている。13歳の時には乗馬用の短めの鞭を使っていた。

### 性格
非常に攻撃的な性格で、気に入らないことがあると手近にあるものを投げつける（証拠品、自分の持ち物など）、鞭でめった打ちにするなど傍若無人な振る舞いが多く、成歩堂、矢張、糸鋸、裁判長がこの被害に遭うことが多い。法廷でも鞭を振るい、証人、裁判官にも容赦がないが、基本的に淑やかな女性や子供に危害を加えることは少ない。ただし『2』第3話では真宵に鞭を振るったことがある（真宵いわく「身を切るような鞭」）。一方で自分を見下しながらも圧倒的な威圧感を持つゴドーに鞭を振るわないなど、やや小心者な一面もある。父同様腕組をした際に右手で服の二の腕を掴む癖がある。
天才を自称しプライドが高く自信過剰であるが、実は天才と呼ばれた父親や自分よりも優秀な御剣に対してコンプレックスを抱いている。特に御剣に対してはライバル心を剥き出しにしており、成歩堂に対する敵対心も、元を辿れば成歩堂が裁判で御剣に勝ったことに起因している。『3』に登場した際は性格がある程度丸くなったが、鞭を振り回す癖は変わっていない。『逆転検事』では証人や関係者の代わりに糸鋸や御剣を打つケースが増え、鞭は狩魔冥のトレードマークとして定着している。また『検事』以降では、非情な人物および利己的な人物に対して強い不快感を示すなど、正義感を表す描写も増えている。
他人の事をフルネームで呼ぶ癖がある（例外は春美と毘忌尼の2人）が、自身がフルネームで呼ばれるのを嫌う。また、アメリカ暮らしが長いため日本での常識に関して誤った認識を持っている一面もある。

### 生活・仕事
普段はアメリカで検事をしている。
「狩魔はカンペキをもってよしとする」を信条に、証拠品のもみ消しや証言の握りつぶしを行う。カンペキな勝利に執着し、それゆえ半端な状態で有罪判決を出そうとした裁判長を遮り審理を続行させることもあるが、この行為は結果的に裏目に出てしまうことが多い。
『逆転裁判3』以降は、「真実を求める」道を選んだ成歩堂および御剣に触発されたようであり、かつて見られた上記のような証拠品および証言に関する不正を一切行っておらず、「カンペキな勝利」こそ求めてはいるものの、あくまで事実関係に基づいた審議に徹している。それでもかなりの実力を窺わせており、御剣怜侍も彼女を一流の検事として見ているが、彼いわく「推理力は自分には一歩及ばない」とのこと。事実、作中でも御剣に論破される場面が多い。
彼女の実力を信頼して協力を依頼してきた人物に対しては強い敬意を示す一面もある。

## 関連人物
- 成歩堂龍一 - 敵視・ライバル
- 御剣怜侍 - 弟弟子。実際は御剣が兄弟子。ライバル視。
- 糸鋸圭介 - 部下
- 狩魔豪 - 父・師匠